# 21406 Jimyang
A 21406 Jimyang (ideiglenes jelöléssel 1998 FZ63) a Naprendszer kisbolygóövében található aszteroida. A LINEAR projekt keretében fedezték fel 1998. március 20-án.